# Thermobia domestica
El insecto de fuego o termobia de las tahonas (Thermobia domestica) es una especie de pequeño insecto tisanuro de la familia Lepismatidae similar al pececillo de plata (género Lepisma). Mide aproximadamente 1,5 cm de longitud. Aunque de origen asiático, hoy en día es cosmopolita en hábitats humanizados.

## Historia natural
Los insectos de fuego prefieren altas temperaturas y requieren algo de humedad, y pueden encontrarse en panaderías y cerca de los calentadores de agua, calderas u hornos. Se alimentan de una amplia variedad de carbohidratos y almidones que también son fuentes proteicas, como la harina y las cubiertas de los libros, y pueden soportar hasta un año sin alimentarse. Se distribuyen por la mayoría de los lugares del mundo y pueden encontrarse a menudo en exteriores bajo las rocas, lechos de hojas, y similares, pero también en interiores, donde están considerados plagas. Son, ante todo, una molestia dentro del hogar o de los edificios, ya que, si bien no causan daños mayores, pueden contaminar la comida, dañar artículos de papel y manchar la ropa. Por lo demás, son completamente inofensivos.
Con 1½ a 4½ meses de edad, la hembra del insecto de fuego comienza a depositar huevos si la temperatura es la adecuada (32–41 °C o 90–106 °F). Puede poner hasta 195 huevos durante su vida. Tras el período de incubación (12-13 días), las ninfas eclosionan. El ciclo vital puede completarse en 2 a 4 meses; por lo tanto, pueden nacer varias generaciones cada año.